# Castelo de Ceras
O Castelo de Ceras localizava-se em Ceras, na antiga freguesia de Alviobeira, atual freguesia de Casais e Alviobeira, Município de Tomar, Distrito de Santarém, em Portugal.
Confundido com o Castelo de Tomar, na realidade precedeu-o, tendo os Templários abandonado o local por um mais estratégico em Tomar.

## História

### Antecedentes
A primitiva ocupação humana da região de Tomar remonta a mais de trinta mil anos, conforme os testemunhos arqueológicos. Em tempos históricos, destacaram-se as povoações de Nabância, fundada pelos Túrdulos desde 480 a.C., e de Sélio, fundada pelos Romanos à época do imperador Augusto, no século I. A região foi sucessivamente ocupada pelos Visigodos e pelos Muçulmanos.

### O castelo medieval de Ceras
À época das Cruzadas, foram fundados em Jerusalém duas grandes ordens militares, visando a defesa dos interesses e proteção dos peregrinos cristãos na Terra Santa: a Ordem dos Hospitalários (1113) e a Ordem dos Templários (1118).
Em 1127, um dos cavaleiros Templários visitou a Península Ibérica com o objetivo de recrutar membros e de levantar apoio financeiro. Atendendo a esse apelo, a Regente de Portugal, D. Teresa de Leão, fez a doação, aos cavaleiros da Ordem, de Fonte Arcada, a que juntaria, em 1128, o Castelo de Soure e seus domínios, em troca da colaboração dos Templários na conquista de território aos Mouros. Posteriormente, em 1145, sendo Mestre da Ordem em Portugal, Hugo Martins (Hugues Martins), o nobre Fernão Mendes de Bragança II, cunhado de D. Afonso Henriques doou à Ordem o Castelo de Longroiva.
Nos idos de 1144, uma ofensiva Muçulmana conquistou e destruiu o Castelo de Soure. Os Templários que conseguiram escapar, reuniram-se, na Primavera de 1147, às forças de D. Afonso Henriques (1112-1185) que se preparavam para a conquista de Santarém. Como recompensa pelo auxílio nesta campanha, receberam do soberano os rendimentos eclesiásticos da terra conquistada; mas meses depois, integrada também Lisboa na posse cristã, o sacerdote inglês Gilberto, primeiro bispo da restaurada diocese lisbonense, contestou a validade daquela doação, travando-se demorado litígio, que só terminou mais de dez anos depois, quando o próprio D. Afonso Henriques harmonizou os desavindos, cedendo àquele prelado o benefício que disputava e doando aos Templários, na pessoa do seu Mestre no reino, então D. Gualdim Pais, o Castelo de Ceras ("Castrum Caesaris") (hoje Ceras) com seu vasto termo, junto à atual ribeira de Ceras, a cerca de duas léguas a Nor-Nordeste do lugar de Alviobeira.
O papa Adriano IV colaborou e aceitou expedindo a bula "Justis potentium sideriis", dirigida à Ordem do Templo, em que a autorizou a construir igrejas no lugar de Cera sob a protecção da Santa Sé, em virtude da ampla faculdade dos seus cavaleiros.
O termo régio de concórdia, lavrado em Fevereiro de 1159, definiu o âmbito das terras doadas, limitadas por uma linha imaginária que, partindo do rio Zêzere para Leste-Oeste, na direção de Murta, a cerca de seis quilômetros ao norte de Ceras, prosseguia para Freixianda e, daqui para o Sul e Sul-Sudoeste alcançava inicialmente um vau no médio curso do rio Nabão (então denominado como rio Tomar), que permitia a passagem daquele trecho do rio na antiga estrada romana, que se estendia de Santarém a Coimbra ("et inde venit ad portum de Thomar qui est in strata de Colimbria ad Santarém") e, posteriormente, outro vau, agora na ribeira de Ourém ("et inde per portum de Ourens"). Costeando o termo de Leiria, a linha seguia para a Ribeira da Bezelga e, voltando-se a Sudeste e a Leste acompanhava aquele curso de água, afluente do rio Nabão, o próprio Nabão até à sua confluência com o rio Zêzere ("et inde per lombum de Santarém… ad Bezelga et descendit ad Thomar et inde in Ozezar") e do Zêzere para o Norte de volta ao ponto de partida.

### O Castelo de Tomar
Era imperativa a operação de uma fortificação na região, destinada a complementar a linha defensiva do acesso por Santarém à então capital, Coimbra. Ao fim de um ano no Castelo de Ceras, que se encontrava arruinado, Gualdim Pais decidiu-se pela construção de um novo castelo, em local mais adequado. Conta-se que andando pela zona encontrou um pastor que lhe referiu que umas léguas mais para Sul existia uma antiga cidade Sellium e muito mais água em abundância de um rio que nascia a Norte na Serra de Ansião, enquanto em Ceras, junto a estrada romana só havia e há a Ribeira de Ceras de fraco caudal. Verificando o lugar descrito mudou-se para Tomar e iniciou a construção do Castelo de Tomar em 1158
Não há notícias posteriores do arruinado Castelo de Ceras, embora os antigos sempre denominaram a zona poente da EN 110 de Castelhanas e havendo o que se pensa vestígios do alambor ou alicerces do castelo ou fortaleza. Ver doação do território de Ceras aos Templários por D. Afonso Henriques na Torre do Tombo em Lisboa.